# Annes Vlaamse 10
Annes Vlaamse 10 was een muziekprogramma op de Vlaamse commerciële tv-zender VTM en op de Vlaamse digitale tv-zender anne. Het programma heette in het begin gewoon De Vlaamse 10 maar begin 2011 besloot VTM de naam te veranderen naar Annes Vlaamse 10. Het programma werd gepresenteerd door Tess Goossens die jaren geleden ook al het programma Top Of The Pops presenteerde op JIMtv. Het programma werd elk weekend uitgezonden in de vooravond. Het programma werd opgenomen in Viage in Brussel.

## Concept
Annes Vlaamse 10 is een wekelijks muziekprogramma dat gebaseerd is op een hitlijst van Nederlandstalige plaatjes. Artiesten die met hun liedje in de Top 10 staan, brengen het nummer dan in het programma. Dit zijn dus enkel Vlaamse liedjes, maar andere artiesten met Engelstalige plaatjes mogen ook komen optreden in het programma.
Wekelijks is er ook een Vlaamse 10-tip. Dit nummer is volgens het programma dan echt de moeite om te kopen.

## Presentatie
- Tess Goossens